# 32 Zel/Planet Shrooms
32 Zel/Planet Shrooms es un extended play (EP) doble del rapero estadounidense Denzel Curry. Fue originalmente publicado el 9 de junio de 2015 a través de C9 Records, de manera gratuita. Contiene las colaboraciones de Mike Dece, Twelve’len, Nell, J.K. The Reaper, ForteBowie, Leonardo Safari y un cameo de Big Rube.
El sencillo «Ultimate» se volvió popular a comienzos de 2016, en gran parte por la aplicación Vine y la serie de meme nombrados informalmente “I Am the One”, logrando campañas promocionales con Adidas y una alianza con el sello Loma Vista Recordings.
En 2017, 32 Zel tuvo un relanzamiento a través de plataformas digitales como Spotify y Apple Music, añadiendo una remezcla de «Ultimate» en colaboración con Juicy J.

## Concepto
El 24 de febrero de 2014, Curry anunciaba por primera vez sus planes de publicar un doble EP con el nombre Planet Shrooms. Tres días después, su hermano Treon Johnson falleció en un confuso incidente policiaco, tras disparado por un taser, recibir gas pimienta y quedar encarcelado. Lidiando con su depresión y las muertes de otras personas cercanas, compuso «Ultimate» para reconectar con la música. Sobre la canción, a pesar de sus comparaciones al estilo punk, Curry aclaraba que su intención era aplicar un ritmo caribeño, comparándolo con el sonido lo-fi en las pistas antiguas de dancehall. En particular, menciona el ritmo vocal de Buju Banton en «Sensimilla Prosecution» como una inspiración clave. Un encuentro con André 3000 fue descrito como el catalizador para seguir en la música, junto a su consejo de “no aburrirse” y seguir experimentando con otros ritmos.
El doble EP presenta aspectos musicales distintos, 32 Zel endurece los sonidos presentes en Nostalgic 64, mientras que sus letras siguen retratando su crianza y vivencias en Carol City. En una entrevista con Complex, Curry expresaba que la primera mitad era dedicado a su fallecido hermano mayor. Por otra parte, Planet Shrooms incluye sonidos más psicodélicos, inspirado por sus experiencias con hongos luego del funeral de su amiga Tiara. Recomendado por Freebase del grupo Metro Zu, una de las inspiraciones iniciales fue Goldie y su drum and bass, en particular el vídeo musical de «Inner City Life». Debido a esa cercanía musical, terminaron produciendo juntos gran parte de Planet Shrooms, esto bajo el alias PXSH RAVEN. Al definir un concepto para ambas partes, Curry expresaba: “el material es un puente entre realidad y espiritualidad”.

## Recepción

### Crítica
En la reseña de Consequence, Pat Levy destaca a «Ultimate» y «Chief Forever» como las mejores canciones en 32 Zel, mientras el aspecto psicodélico de Planet Shrooms recibió comparaciones con los álbumes de Outkast. En la conclusión, vaticina: “Separados, los dos EPs tienen una identidad demarcada. Pero, al estar unidos, termina siendo una hora de un artista que todavía no sabe que quiere ser”. Por su parte, Fact Magazine también comparaba el segundo EP con los trabajos de Outkast y Juicy J, comentando positivamente la inclusión de nuevos sonidos y estructuras.
El éxito viral de «Ultimate» le permitió obtener una certificación Oro por parte de la Recording Industry Association of America.

## Lista de canciones
| 32 Zel |                                     |                                                  |          |  |
| N.º    | Título                              | Productor(es)                                    | Duración |  |
| 1.     | «32 Ave Intro»                      | Poshstronaut · Rem                               | 2:18     |  |
| 2.     | «Chief Forever»                     | Rem                                              | 3:19     |  |
| 3.     | «Envy Me»                           | Ronny J                                          | 4:27     |  |
| 4.     | «Ultimate»                          | Ronny J                                          | 3:09     |  |
| 5.     | «Lord Vader Kush II»                | Smoko Ono                                        | 4:34     |  |
| 6.     | «Ice Age» (con Mike Dece)           | Keenanza · Yung Icey · Lino Martinez · Nick Leon | 4:20     |  |
| 7.     | «Delusional Shone» (con Twelve'len) | Nick Leon · Poshstronaut · Rem                   | 5:15     |  |
| 27:22  |                                     |                                                  |          |  |

| 32 Zel (Remasterizado) |                                     |                          |          |  |
| N.º                    | Título                              | Productor(es)            | Duración |  |
| 1.                     | «32 Ave Intro»                      | FNZ                      | 1:54     |  |
| 2.                     | «Chief Forever»                     | Rem                      | 3:18     |  |
| 3.                     | «Envy Me»                           | Ronny J                  | 4:30     |  |
| 4.                     | «Ultimate (Remix)» (con Juicy J)    | Ronny J                  | 4:17     |  |
| 5.                     | «Lord Vader Kush II»                | Smoko Ono                | 4:33     |  |
| 6.                     | «Ice Age»                           | Keenanza · Yung Icey     | 2:51     |  |
| 7.                     | «Delusional Shone» (con Twelve'len) | Nick Leon · Poshstronaut | 3:35     |  |
| 24:58                  |                                     |                          |          |  |

| Planet Shrooms |                                           |                            |          |  |
| N.º            | Título                                    | Productor(es)              | Duración |  |
| 8.             | «Past the Wudz Intro» (con Big Rube)      | Rem · Poshstronaut         | 3:05     |  |
| 9.             | «Underwater»                              | PXSH RAVEN · Lino Martinez | 3:26     |  |
| 10.            | «Captain Sea Fonk»                        | PXSH RAVEN · Lino Martinez | 3:50     |  |
| 11.            | «Bwoii» (con Nell y J.K. the Reaper)      | PXSH RAVEN · Lino Martinez | 3:42     |  |
| 12.            | «Planet Shrooms II» (con J.K. the Reaper) | PXSH RAVEN · Poshstronaut  | 3:32     |  |
| 13.            | «Smoke 2049»                              | PXSH RAVEN · Rem           | 3:18     |  |
| 14.            | «Void» (con Leonardo Safari y ForteBowie) | PXSH RAVEN · Lino Martinez | 4:48     |  |
| 25:36          |                                           |                            |          |  |

Notas1. 
2. 

Créditos de samples
- «Ultimate» contiene un sample no acreditado de «Sheesha Sharab Shabnam» (1981) por Asha Boshle.
- «Captain Sea Fonk» contiene un sample no acreditado de «Menace» (2013) por Logos, y una interpolación de «The Moon» (2014) por Mike Dece y Denzel Curry.
- «Void» contiene un sample no acreditado de «Romantic» (1993) por Yûsuke Honma, del anime Yū Yū Hakusho.